# Les Mines

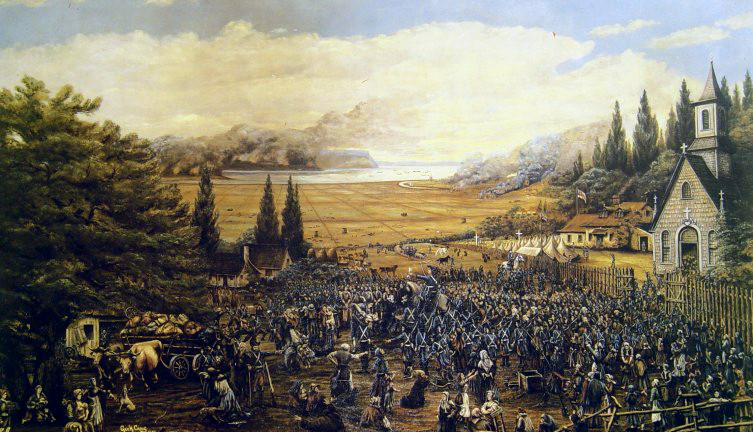
Rivière-des-Canards et Habitant incendiés, sur un tableau de la déportation des Mines.

Les Mines est un lieu acadien dans le Bassin des Mines, maintenant en Nouvelle-Écosse. Au début du XVIIIe siècle, les Mines était le plus grand centre de population en Acadie, comptant 2450 habitants en 1750, dont 1350 habitants uniquement à Grand-Pré, ce qui en faisait le plus important de l'Acadie. Il fut détruit avec Pisiguit, Cobéquid, et Beaubassin en 1755 lors de la déportation des Acadiens.

## Origines
Le fondateur des Mines est un riche habitant de Port-Royal, Pierre Terriot. Il s'établit à la rivière Habitant vers 1675, accompagné de Claude Landry, Antoine Landry et René Le Blanc. Pierre Terriot aidait les colons les plus pauvres à s'établir.
Les Mines comprenait deux paroisses catholiques. Celle de Saint-Joseph-des-Mines comprenait les villages de Rivière-aux-Canards et d'Habitant, tandis que celle de Saint-Charles-des-Mines correspondait au village de Grand-Pré.

## Évolution de la population
| Année | Habitants |
| ----- | --------- |
| 1689  | 57        |
| 1689  | 165       |
| 1689  | 305       |
| 1701  | 487       |
| 1703  | 527       |
| 1707  | 677       |
| 1714  | 1 031     |
| 1730  | 2 500     |
| 1737  | 2 736     |
| 1750  | 2 450     |
| 1752  | 928       |

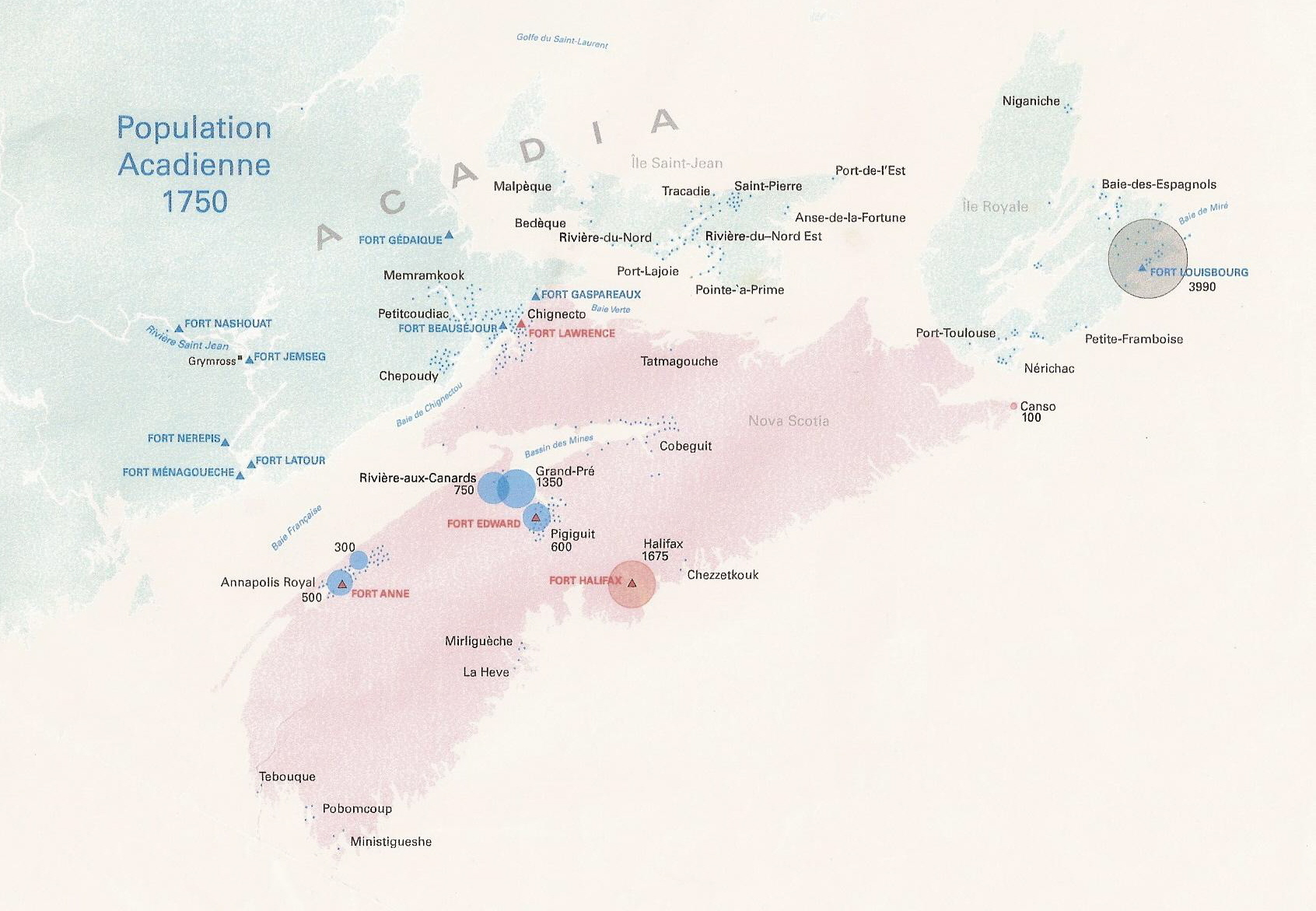
Population de Les Mines en 1750

En 1752, plus de la moitié de la population avait déjà quitté pour l'Isle Saint-Jean et l'Isle Royale.